# قرار مجلس الأمن التابع للأمم المتحدة رقم 1033
قرار مجلس الأمن التابع للأمم المتحدة رقم 1033، المتخذ بالإجماع في 19 كانون الأول / ديسمبر 1995، بعد إعادة التأكيد على جميع القرارات السابقة المتعلقة بالصحراء الغربية، ناقش المجلس الاستفتاء لتقرير مصير شعب الصحراء الغربية وإتمام عملية تحديد الهوية.
تلقى تقريرًا من الأمين العام بطرس بطرس غالي عملاً بالقرار 1017 (1995)،  وشدد المجلس على ضرورة إحراز تقدم في تنفيذ خطة التسوية التي وافق عليها المغرب وجبهة البوليساريو وجدد التزامه بإجراء استفتاء. ولوحظ أيضاً أن لجنة تحديد الهوية لا يمكنها القيام بعملها إلا بالثقة الكاملة من كلا الطرفين في حكمها ونزاهتها.
ورحب مجلس الأمن بالجهود التي يبذلها الأمين العام لتسريع عملية تحديد الهوية وإتمامها، وكذلك مشاوراته مع الطرفين بهدف حل خلافاتهما مما يؤخر استكمال العملية. وطُلب تقرير عن المشاورات يشير إلى أنه في حالة عدم التوصل إلى اتفاق، يمكن سحب بعثة الأمم المتحدة للاستفتاء في الصحراء الغربية. وحث كلا الطرفين على التعاون معها.

## روابط خارجية
- نص القرار في undocs.org